# Province de Chahaer (république populaire de Chine)
Pour les articles homonymes, voir Chahar.
La province de Cháhāěr (chinois simplifié : 察哈尔省 ; chinois traditionnel : 察哈爾省 ; pinyin : cháhāěr shěng), abréviation : chá (察) est une province de la république populaire de Chine, qui fut créé sous la république de Chine en 1928, puis abrogée sous la république populaire de Chine en 1952.
Sous la république populaire de Chine, ses frontières sont modifiées par rapport à l'entité de république de Chine. La capitale devient Zhangjiakou